# Viva World Cup
Der Viva World Cup war eine Fußball-Weltmeisterschaft, bestimmt für Regions- und Volksauswahlen sowie Länder, die nicht Mitglied der FIFA sind. Die Veranstaltung wurde vom N.F.-Board zwischen 2006 und 2012 fünfmal ausgetragen.

## Geschichte
Der erste Viva World Cup sollte 2005 in der Türkischen Republik Nordzypern stattfinden. Das Turnier wurde abgesagt, als sich die Türkische Republik Nordzypern aus politischen Gründen gegen die Teilnahme Kurdistans aussprach und letztendlich stattdessen den ELF Cup ausrichtete. Aufgrund dessen und weiterer finanzieller Streitigkeiten wurde das Turnier letztendlich 2006 im französischen Hyères (Okzitanien) ausgetragen, allerdings nur zwischen drei Auswahlmannschaften. Südkamerun konnte nicht teilnehmen, da die Spieler keine Visa besaßen. Weitere Ausgaben fanden im schwedisch-lappländischen Gällivare (2008), Padanien (Varese, Brescia, Novara und Verona) in Oberitalien (2009), auf der maltesischen Insel Gozo (2010) sowie zum letzten Mal 2012 in den irakischen Orten Erbil, Dohuk, Sulaimaniyya und Salahaddin (Autonome Region Kurdistan) statt. Während der Turniere in Lappland 2008 und Kurdistan 2012 wurden auch zwei Frauenwettbewerbe ausgetragen.
Die Mitgliedschaft Padaniens ist umstritten, aufgrund der Nähe zur rechtspopulistische Partei Lega Nord. Bei einem Spiel wurden von den Veranstaltern Fahnen der Partei aus dem Stadion entfernt. Das N.F.-Board überlegte ihre Satzung zu ändern, um dies zu verbieten. Ein Vertreter der Provence gab an, keine nationalistische Agenda zu besitzen und einfach nur Spaß haben zu wollen.
Beim letzten Turnier 2012 in Kurdistan half die Regionalregierung dem kurdischen Fußballverband acht Auswahlmannschaften zu finden. Dazu gehörte Darfur, Provence und Sansibar. Übertragen wurden die Spiele im lokalen Fernsehen bei al-Iraqia. Den Finalsieg Kurdistans gegen die Türkische Republik Nordzypern sahen 20.000 Zuschauer im Stadion. Im Nachhinein stellte sich heraus, dass viel Geld, welches für die Ausrichtung des World Cups zur Verfügung gestellt worden war, verschwunden ist. Die belgische Steuerbehörde (das N.F.-Board hat seinen Sitz in Brüssel) begann eine Untersuchung. Aufgrund der Vorkommnisse kam es zum Bruch im N.F.-Board-Vorstand, woraus die Confederation of Independent Football Associations entstand.

## Pokal
Der Pokal des Viva World Cup wurde vom französischen Bildhauer Gérard Pigault gestaltet. Er trägt den Namen Nelson-Mandela-Pokal, obwohl Mandela keinerlei Beziehungen zum N.F.-Board hatte.

## Bisherige Turniere
| 2006 | Okzitanien                | Sápmi                     | 21:1 | Monaco                        | Okzitanien | n/a             | Südkamerun (nahm wegen Visumproblemen nicht teil) |
| 2008 | Sápmi                     | Padanien                  | 2:0  | Aram-Naharaim                 | Sápmi      | 3:1             | Autonome Region Kurdistan                         |
| 2009 | Padanien                  | Padanien                  | 2:0  | Autonome Region Kurdistan     | Sápmi      | 4:4 (i. E. 5:4) | Provence                                          |
| 2010 | Gozo                      | Padanien                  | 1:0  | Autonome Region Kurdistan     | Okzitanien | 2:0             | Königreich beider Sizilien                        |
| 2012 | Autonome Region Kurdistan | Autonome Region Kurdistan | 2:1  | Türkische Republik Nordzypern | Sansibar   | 7:2             | Provence                                          |